# Schackendorf
Schackendorf település Németországban, Schleswig-Holstein tartományban. Lakosainak száma 913 fő (2023. december 31.).

## Népesség
A település népességének változása:
| Lakosok száma | 455  | 861  | 891  | 904  | 900  | 913  |
|               | 1975 | 2017 | 2019 | 2021 | 2022 | 2023 |